# Salvie de câmp
Salvia pratensis (salvia de câmp; sinonim Salvia virgata) este o plantă perenă din familia Lamiaceae, nativă din Europa, vestul Asiei și sudul Africii.